# اچ‌ام‌اس رودسی (اف۱۰۷)
اچ‌ام‌اس رودسی (اف۱۰۷) (به انگلیسی: HMS Rothesay (F107)) یک کشتی بود که طول آن ۳۷۰ فوت (۱۱۰ متر) بود. این کشتی در سال ۱۹۵۷ ساخته شد.